# یوآن اتین
یوآن اتین (انگلیسی: Yoann Etienne؛ زادهٔ ۱۹ مهٔ ۱۹۹۷) بازیکن فوتبال اهل فرانسه است.
از باشگاه‌هایی که در آن بازی کرده‌است می‌توان به باشگاه فوتبال کلوب بروژ اشاره کرد.